# Kościół św. Bartłomieja Apostoła w Kucharach
Kościół świętego Bartłomieja Apostoła w Kucharach – rzymskokatolicki kościół parafialny należący do parafii pod tym samym wezwaniem (dekanat Gołuchów diecezji kaliskiej).

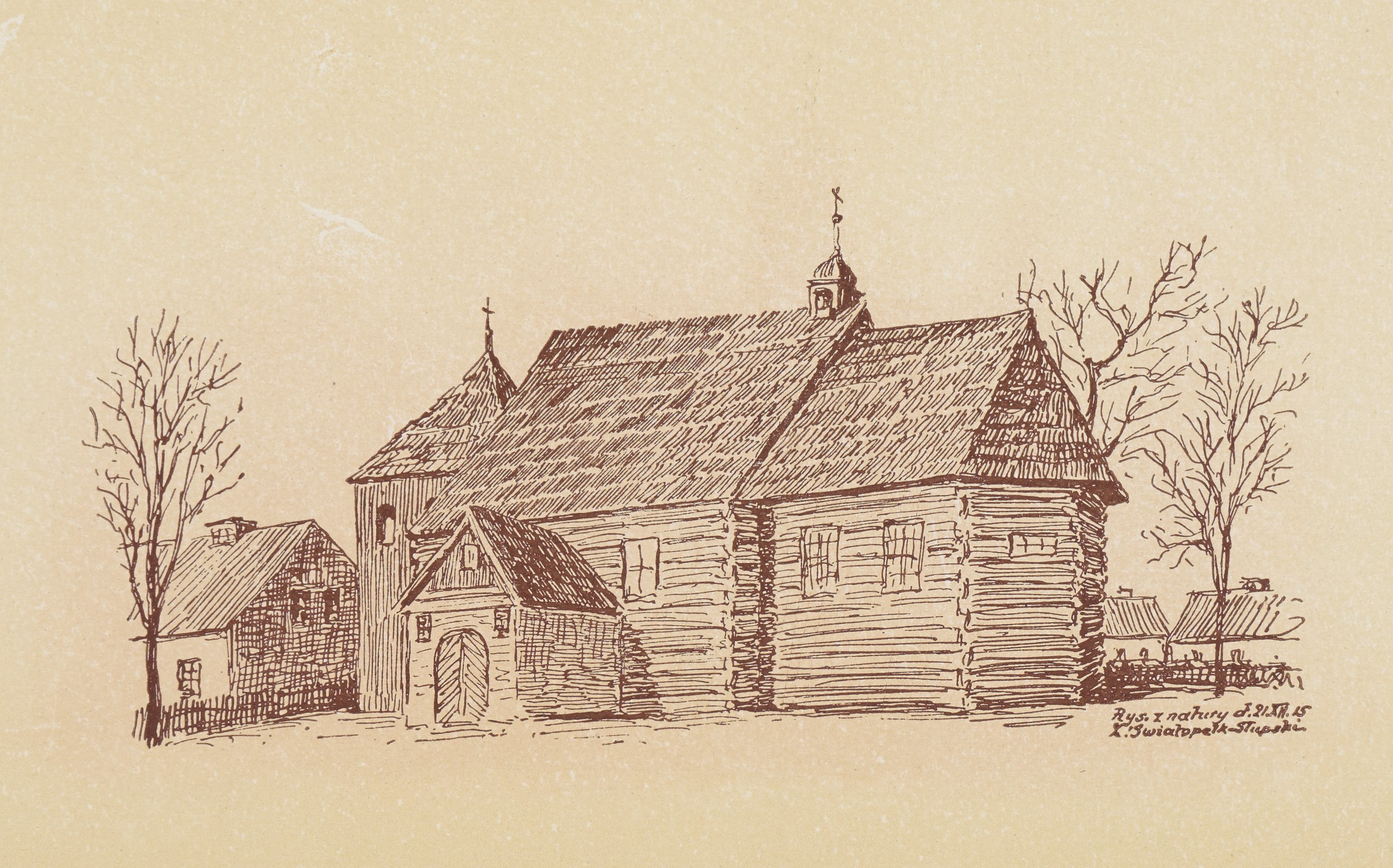
Widok kościoła przed 1917

Jest to świątynia wzniesiona w 1686 roku. Ufundowana została przez proboszcza kanoników regularnych z Kalisza Adama Niesobowicza. W latach 1970 – 79 była remontowana.
Budowla jest drewniana, jednonawowa, wzniesiona została w konstrukcji zrębowej. Świątynia jest orientowana, wybudowano ją z drewna modrzewiowego. Jej prezbiterium jest mniejsze w stosunku do nawy, trójbocznie zamknięte, z boku umieszczona jest zakrystia. Z boku nawy znajduje się kruchta. Od frontu jest umieszczona niska czworoboczna, masywna wieża, mieszcząca kruchtę w przyziemiu. Zwieńcza ją gontowy dach namiotowy z iglicą. Kościół jest nakryty dachem dwukalenicowym, pokrytym gontem, na dachu znajduje się kwadratowa wieżyczka na sygnaturkę. Zwieńcza ją blaszany dach hełmowy. Wnętrze nakryte jest płaskim stropem obejmującym nawę i prezbiterium. We wnętrzu znajduje się chór muzyczny. Polichromia jest ozdobiona postaciami apostołów. Ołtarz główny i dwa boczne reprezentują styl wczesnobarokowy i powstały około 1630 roku. Chrzcielnica w stylu barokowym posiada formę rajskiego drzewa. Relikwiarz drewniany pochodzi z XVI wieku i jest ozdobiony postacią Świętego Mikołaja. Na ścianach jest umieszczona ceramiczna Droga Krzyżowa.